# Dušan Marković (Fußballspieler)
Dušan Marković (serbisch-kyrillisch Душан Марковић, * 9. März 1906 in Krčedin; † 29. November 1974 in Novi Sad) war ein jugoslawischer Fußballspieler.

## Karriere
Marković spielte seit seiner Jugend beim FK Vojvodina, davon 14 Jahre im Seniorenbereich. 1935 schloss er sich dem BSK Belgrad an. Er gehörte zum Kader der Mannschaft, die 1936 die jugoslawische Meisterschaft gewann. Die Saison 1937/38 verbrachte Marković in Frankreich beim damaligen Sechstligisten FC Grenoble.
Anlässlich der Einladung des jugoslawischen Fußballverbandes zur Teilnahme an der ersten Fußball-Weltmeisterschaft 1930 in Uruguay wurde Marković für die jugoslawische Auswahl nominiert, während des Turniers jedoch nicht eingesetzt.
Sein einziges Länderspiel für Jugoslawien bestritt Marković am 9. Oktober 1932 beim 1:2 in einem Freundschaftsspiel gegen die Tschechoslowakei.

## Erfolge
- Jugoslawischer Meister: 1936